# Doyles
Doyles is een plaats in Newfoundland en Labrador, de oostelijkste provincie van Canada. De designated place Doyles ligt in het zuidwesten van het eiland Newfoundland en telt 48 inwoners (2021).

## Geografie
Doyles ligt in de Codroyvallei in het uiterste zuidwesten van Newfoundland. Het kleine dorp ligt geprangd tussen twee rivieren, namelijk de Grand Codroy en de Little Codroy. Het bevindt zich ten noordoosten van Tompkins, ten zuidoosten van Upper Ferry en ten zuidwesten van Benoits Siding. Aan de noordrand van het dorp ligt het Provinciaal Park Grand Codroy.
De plaats ligt aan de splitsing van de Trans-Canada Highway (NL-1) met provinciale route 406.

## Geschiedenis
Van 1898 tot de ontmanteling ervan in 1988 lag Doyles aan de Newfoundland Railway, de trans-Newfoundlandse spoorweg die Port aux Basques met St. John's verbond. De plaats had tot halverwege de jaren 60 een station. Sinds de jaren 90 is de voormalige spoorwegbedding omgevormd tot een langeafstandspad genaamd de Newfoundland T'Railway.

## Faciliteiten
Vanwege haar ligging aan de linkeroever van de pittoreske Grand Codroy en het bijhorende provinciaal park zijn er te Doyles enkele toeristische faciliteiten, zoals een groot kampeerterrein en verschillende vakantiehuisjes.
De kleine plaats huisvest daarenboven een winkel, een postkantoor en een halte van de trans-Newfoundlandse busverbinding van DRL Coachlines. Er wordt basale eerstelijnszorg aangeboden in het door Western Health uitgebate Doyles Health Home.